# Max Révol
Maxime Louis Révol dit Max Révol, né le 21 avril 1894 à Grenoble et mort le 23 décembre 1967 à l'hôpital Bichat dans le 18e arrondissement de Paris, est un acteur français.
Il est inhumé au cimetière Saint-Vincent à Montmartre.

## Filmographie
- 1934 : Voilà Montmartre de Roger Capellani
- 1935 : Jeunesse d'abord de Jean Stelli et Claude Heymann : Gérard
- 1938 : Durand bijoutier de Jean Stelli : le barman
- 1938 : Une java de Claude Orval : le danseur Bill
- 1939 : Battement de cœur d'Henri Decoin
- 1940 : Narcisse d'Ayres d'Aguiar
- 1941 : Feu sacré de Maurice Cloche
- 1942 : La Belle Aventure de Marc Allégret : Didier
- 1942 : Les Inconnus dans la maison d'Henri Decoin
- 1942 : Félicie Nanteuil de Marc Allégret
- 1945 : Leçon de conduite de Gilles Grangier : Alexandre
- 1947 : Voyage Surprise de Pierre Prévert : Abel Renardot, détective privé
- 1947 : Carrefour du crime de Jean Sacha
- 1948 : Métier de fous d'André Hunebelle : Alfred
- 1949 : Mission à Tanger d'André Hunebelle : Le barman du cabaret « El Morocco »
- 1949 : Adémaï au poteau-frontière de Paul Colline
- 1949 : L'Héroïque Monsieur Boniface de Maurice Labro : Le chef de gare bègue
- 1949 : On ne triche pas avec la vie de René Delacroix et Paul Vandenberghe : Rufiac
- 1949 : Millionnaires d'un jour d'André Hunebelle : Jules, le marinier
- 1950 : Le Clochard milliardaire de Léopold Gomez : Narcisse
- 1950 : Brune ou blonde de Jacques Garcia : lui-même
- 1951 : Identité judiciaire d'Hervé Bromberger : le voleur
- 1951 : La plus belle fille du monde de Christian Stengel : Loiseau
- 1951 : Seul dans Paris d'Hervé Bromberger : l'employé de la consigne
- 1955 : Ce sacré Amédée de Louis Félix
- 1955 : Treize à table d'André Hunebelle : Frédéric
- 1956 : Courte tête de Norbert Carbonnaux : le général des Empois
- 1956 : Jusqu'au dernier de Pierre Billon : Cinquo, le directeur du cirque
- 1956 : Mannequins de Paris d'André Hunebelle : Max
- 1958 : Arrêtez le massacre d'André Hunebelle : Bigoudi
- 1958 : Taxi, roulotte et corrida d'André Hunebelle : M. Fred, le chef de la bande

## Courts et Moyens Métrages
- 1931 : Olive se marie de Maurice de Canonge - court métrage
- 1932 : Le Collier volé de Jim Kay - court métrage
- 1932 : En plein dans le mille d'André Chotin - moyen métrage : Ernest
- 1932 : Jalousie de Jim Kay - court métrage
- 1932 : Le millionnaire de Jim Kay - court métrage
- 1932 : Plein gaz de Niko Lek - moyen métrage
- 1936 : Faites comme chez moi de Pierre Lafond - moyen métrage

## Théâtre
Metteur en scène
- 1950-1951 : L'École des femmes nues, livret de Serge Veber, paroles de Jean Boyer, musique d'Henri Betti, Théâtre de l'Étoile
- 1952 : La Route fleurie opérette de Raymond Vincy, musique Francis Lopez, Théâtre des Célestins, Théâtre de l'ABC
- 1958 : Pacifico opérette de Paul Nivoix, musique Jo Moutet,  Théâtre de la Porte-Saint-Martin